# Disraeli Gears
Disraeli Gears is een album uit 1967 van de Engelse rockband Cream. Het is het tweede album van de band en is de opvolger van Fresh Cream (1966). 
Het album staat op nummer 114 in een lijst van de 500 beste albums aller tijden samengesteld door het tijdschrift Rolling Stone.

## Tracks
1. "Strange Brew" - 2:46
2. "Sunshine of Your Love" - 4:10
3. "World of Pain" - 3:03
4. "Dance the Night Away" - 3:34
5. "Blue Condition" - 3:29
6. "Tales of Brave Ulysses" - 2:46
7. "SWLABR" - 2:32
8. "We're Going Wrong" - 3:26
9. "Outside Woman Blues" - 2:24
10. "Take It Back" - 3:05
11. "Mother's Lament" - 1:47

## Personeel
- Ginger Baker – drums, zang
- Jack Bruce – basgitaar, piano, zang, mondharmonica
- Eric Clapton – leadgitaar, zang